# Charles Théodore de Bavière (1795-1875)
Pour les articles homonymes, voir Charles-Théodore de Bavière.
 (février 2019).
Si vous disposez d'ouvrages ou d'articles de référence ou si vous connaissez des sites web de qualité traitant du thème abordé ici, merci de compléter l'article en donnant les références utiles à sa vérifiabilité et en les liant à la section « Notes et références ».
Le prince Charles-Théodore Maximilien Auguste de Bavière (né le 7 juillet 1795 à Mannheim ; mort le 16 août 1875 à Tegernsee) est un membre de la famille des Wittelsbach, « Generalfeldmarschall » et conseiller privé du roi de Bavière.

## Biographie
Le prince Charles-Théodore est le troisième fils du premier roi de Bavière Maximilien Ier Joseph alors simplement duc de Deux-Ponts sous le nom de Maximilien III et de la princesse Wilhelmine de Hesse-Darmstadt, qui meurt l'année suivant sa naissance. Le duc Maximilien épouse en secondes noces la princesse Caroline de Bade.
Charles-Théodore doit son prénom à l’électeur Charles-Théodore de Bavière dont son père était l'héritier. Lorsque l'électeur meurt, Maximilien devient électeur de Bavière sous le nom de Maximilien IV le 16 février 1799.
En 1806, le Saint-Empire romain germanique vivant ses dernières heures, l'électeur de Bavière est élevé à la dignité royale par Napoléon Ier, Empereur des Français, Roi d'Italie et protecteur de la confédération du Rhin dont faisait partie la Bavière. La sœur de Charles-Théodore, la princesse Augusta-Amélie, épouse le beau-fils de l'empereur, Eugène de Beauharnais, prince de Venise, vice-roi d'Italie et héritier présomptif du royaume d'Italie.
Au cours de la campagne d'Allemagne, Charles-Théodore, âgé de 18 ans, participe au soulèvement contre les forces d'occupation françaises en tant que général de division d’infanterie. L’Académie des Sciences de Bavière le reçoit en 1813 comme membre d’honneur.
Son père meurt en 1825 et son frère devient roi sous le nom Louis Ier de Bavière.
Esprit libre, très éloigné du faste et des honneurs royaux, alors que ses sœurs, nièces et neveux sont mariés aux princes et princesses de leur temps (Autriche, Russie, Brésil, France, Espagne, Deux-Siciles, Modène, Prusse, Saxe, Hesse, Suède, Portugal, Hohenzollern-Hechingen), Charles Théodore contracte en 1834 une union morganatique, renonçant de fait à ses droits dynastiques.
De même, en 1830, il repousse la couronne royale de Grèce qu'on lui proposait, laquelle écherra à son neveu le prince Othon.
Néanmoins, en 1841 le roi, son frère, lui accorde la dignité de maréchal et le nomme inspecteur de l’armée bavaroise, puis en 1860 l'empereur François-Joseph Ier d'Autriche, son neveu, le nomme commandant en chef du septième corps d'armée de la Confédération germanique.
En 1848, la révolution contraint le roi Louis Ier à l'abdication; son fils, Maximilien II de Bavière lui succède. Ce dernier meurt en 1864 et son fils devient dès lors roi sous le nom de Louis II de Bavière.
Par le mariage morganatique qu'il avait contracté en 1834 avec Marie-Anne-Sophie Petin (1796-1838, fille du capitaine bavarois François-Maurice Petin et de la baronne Marie-Theodora von Branca), laquelle reçut le titre de baronne von Bayrstorff avec dévolution du titre de comte et comtesse pour leurs enfants à venir. Le prince Charles-Théodore renonce dès lors à ses droits au trône royal de Bavière[réf. nécessaire]. De ce mariage naissent trois filles : la comtesse Caroline (1816-1889, baronne Alfred von Gumppenberg en 1834), la comtesse Maximilienne (1823-1885, comtesse August von Drechsel zu Deufstetten en 1841) et la comtesse Sophie von Bayrstorff (1827-1912, vicomtesse Paulo Martins d'Almeida en 1845). Il contracte un second mariage, également morganatique, en 1859 avec Henriette Schœller, titrée dame von Frankenburg, union qui demeurera sans postérité.
Le 16 août 1875, le prince, âgé de 80 ans, fait une chute de cheval près du lac de Tegernsee en Bavière et meurt sur le coup.

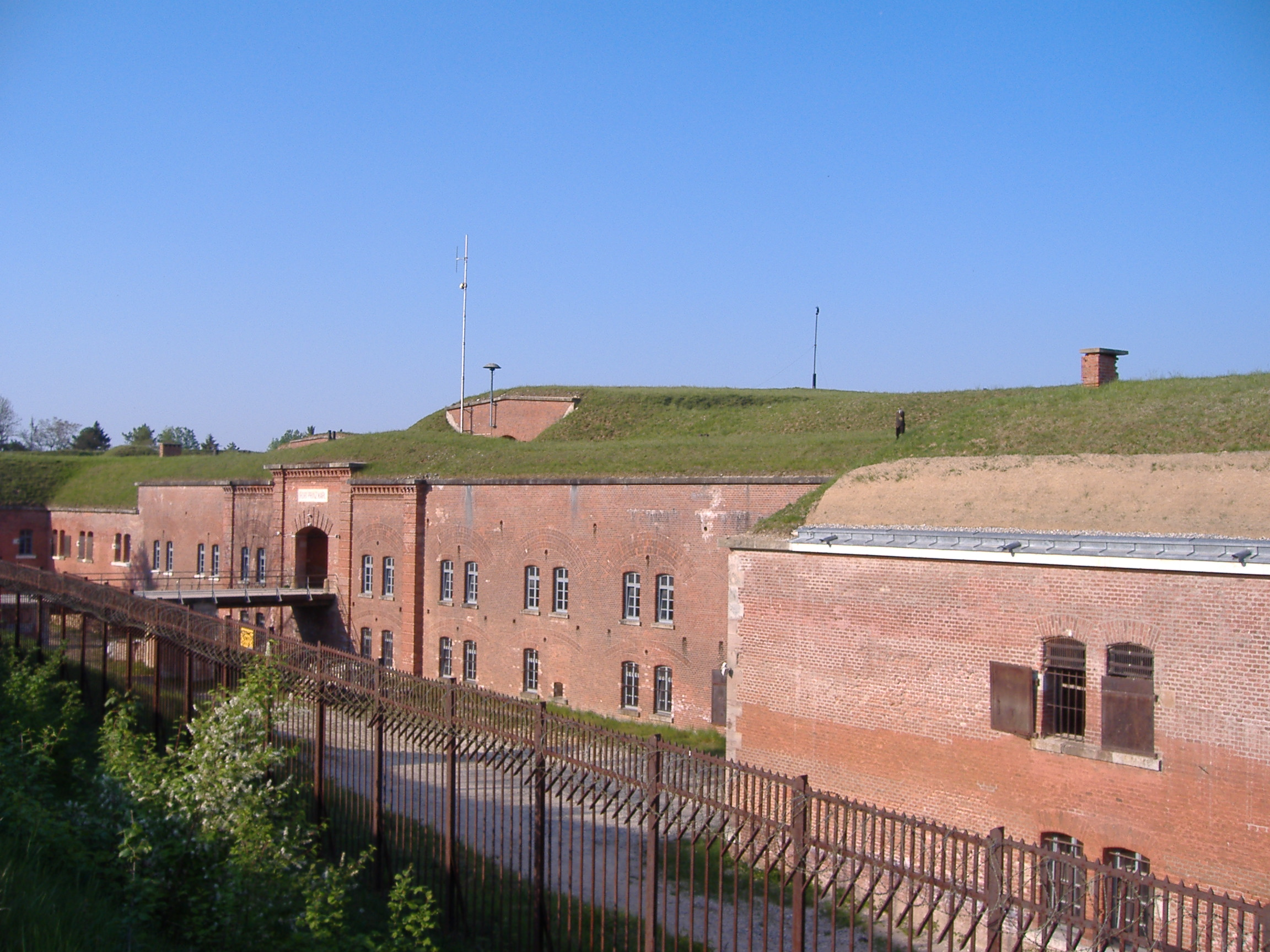
Le fort n°VI Prinz Karl près d’Ingolstadt.

Le nom du prince Charles survit par le palais Prinz-Carl, qu'il fit construire en haut de la Prinzregentenstrasse à Munich. Le 3e régiment d'infanterie royal bavarois (de), dit « Prinz Karl von Bayern » prit ses quartiers dans la nouvelle caserne d’Augsbourg, le fort Prinz Karl en 1884. Depuis 1992 les terrains de ce Prinz-Karl-Viertel ont été restitués aux autorités civiles. Le fort VI, dernier fort d’Ingolstadt, porte depuis 1895 le nom de « Prinz Karl ».